# Platynereis fuscorubida
Platynereis fuscorubida är en ringmaskart som först beskrevs av Grube 1878.  Platynereis fuscorubida ingår i släktet Platynereis och familjen Nereididae. Inga underarter finns listade i Catalogue of Life.